# Décès en 1322
Décès
- 1318
- 1319
- 1320
- 1321
- 1322
- 1323
- 1324
- 1325
- 1326

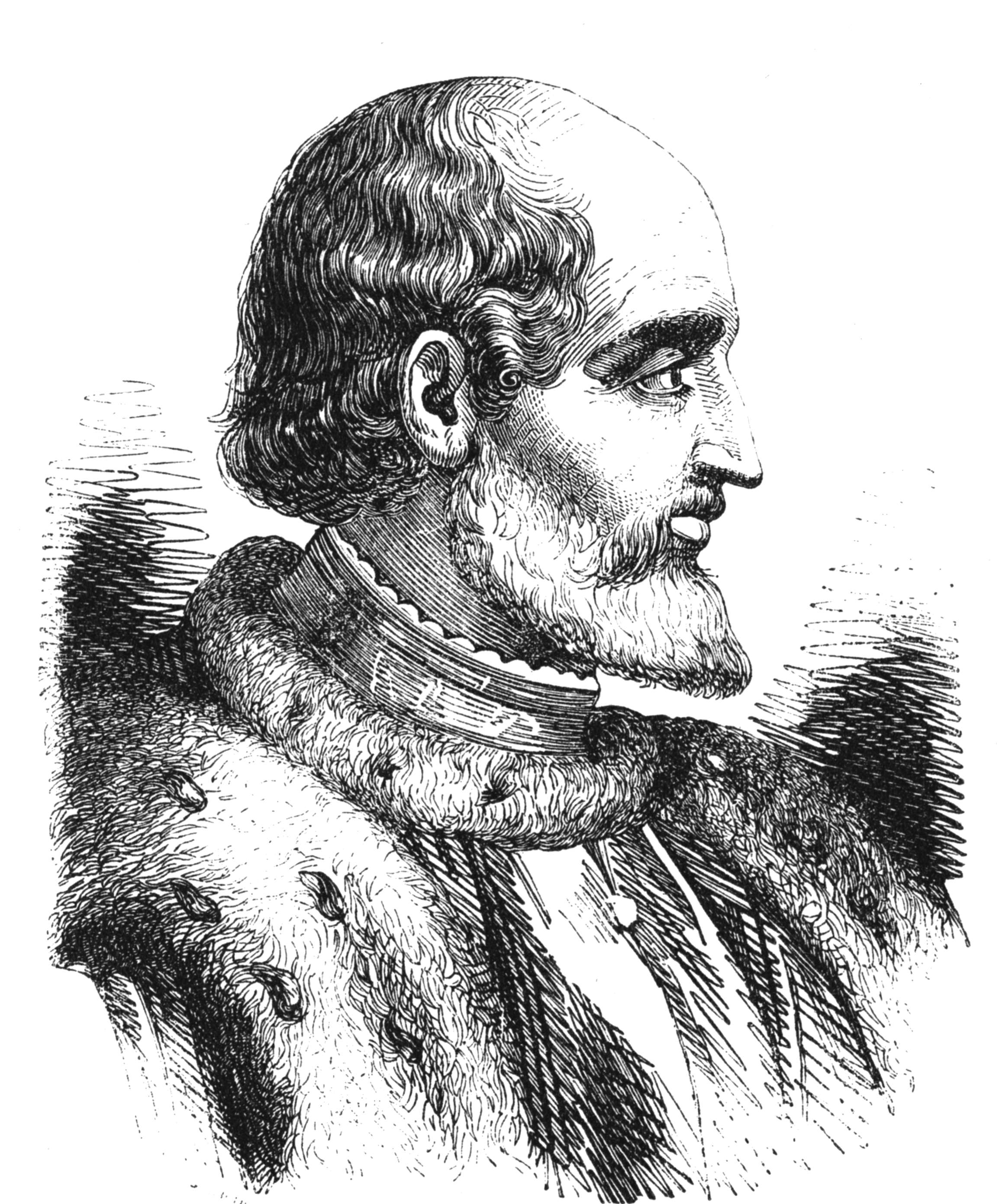
Mathieu Ier Visconti, mort en 1322.

Cette page dresse une liste de personnalités mortes au cours de l'année 1322 :
- 3 janvier : Philippe V le Long, roi de France de 1316 à 1322 et roi de Navarre sous le nom de Philippe II.
- 12 janvier : Marie de Brabant, reine de France.
- 16 mars : Humphrey de Bohun, baron anglais, comte de Hereford, comte d'Essex et Lord Grand Connétable sous les règnes d'Édouard Ier et d'Édouard II.
- 22 mars : Thomas de Lancastre, comte de Lancastre, comte de Leicester.
- 8 avril : Marguerite de Bohême, duchesse consort de Wrocław.
- 22 avril : Jean II de Saxe-Lauenbourg, prince de la maison d'Ascanie.
- 19 juin : Thomas d'Anast, évêque de Cornouaille.
- 24 juin : Mathieu Ier Visconti, seigneur de Milan
- 11 juillet : Étienne Maleu, chroniqueur du Limousin
- 22 juillet : Louis de Dampierre, comte de Nevers.
- 2 août : Yolande de Dreux, comtesse de Montfort l'Amaury, reine consort d'Écosse, duchesse consort de Bretagne et reine consort d'Écosse.
- 11 août : Ulrich von Schlüsselberg, évêque de Bamberg et de Bressanone.
- 25 août : Béatrice de Świdnica, princesse polonaise issue de la dynastie des Piast de Silésie, duchesse de Bavière et reine consort de Germanie.
- 3 septembre : Gottfried III von Hohenlohe, évêque de Wurtzbourg.
- 7 septembre : Henri Ier de Brunswick-Grubenhagen, duc de Brunswick-Lunebourg et prince de Grubenhagen.
- 17 septembre : Robert de Béthune, comte de Flandre.
- peu après le 18 septembre : Adam FitzRoy, fils illégitime du roi Édouard II d'Angleterre.
- 16 novembre : Abu al-Juyuch Nasr, émir nasride de Grenade.

- Agnès de Savoie, comtesse de Genève.
- Andronic Asen, gouverneur de la province byzantine de Morée.
- Pierre Auriol, théologien franciscain.
- Hugues Ier de Chalon-Arlay, seigneur d'Arlay et de Vitteaux de la Maison de Chalon-Arlay).
- Conrad III de Freising, comte d'Ismaning et évêque de Freising.
- Frédéric Ier de Montefeltro, militaire et condottiere italien, comte d'Urbino, seigneur de Cagli, Fano et Pise.
- Ma Duanlin, encyclopédiste chinois.
- Matfre Ermengau, religieux franciscain et troubadour biterrois.
- Giraud Gayte, conseiller du roi, membre de la Chambre des comptes.
- Élie Guidonis, évêque d'Autun.
- Walter Lollard, théologien et précurseur de la Réforme.
- Zhao Mengfu, érudit chinois, peintre et calligraphe, durant la dynastie Yuan.
- Teodor Svetoslav, tsar de Bulgarie.
- Thomas Wylton, théologien et philosophe scolastique anglais.

## Crédit d'auteurs
- Cet article est partiellement ou en totalité issu de l'article intitulé « 1322 » (voir la liste des auteurs).